# 正嘉の飢饉
正嘉の飢饉（しょうかのききん）は、鎌倉時代の正嘉年間に発生した全国規模の飢饉。

## 概要
1258年（正嘉2年）6月の長雨とその後の冷夏に加え、旧暦8月10日に上陸した大型台風のため全国的大凶作となり最初の飢饉が発生し、冬から翌年の1259年（正元元年）夏にかけても凶作が続いた。平安京で食人の噂が広がるなど、飢餓状態は続き疫病の流行が続いたという。領民の逃亡も起きた。
影響はその後も長引き1261年（弘長元年）10月にも、武蔵国豊嶋郡江戸郷内（現在の東京都区部付近）の前嶋村で領民が不在となり、公事を負担できなくなるなど、全国で百姓の逃亡や餓死等により年貢の徴収や公事が停滞する状態が続いた。日蓮はこの飢饉を契機として「立正安国論」を書いた。
なおこのように正嘉年間に災害が続発したため（1257年の大地震（正嘉地震）も含む）、1259年に元号が正元へ改元された。